# Kaltenbruk
Kaltenbruk este o arie protejată (arie specială de conservare — SAC, sit de importanță comunitară — SCI) din Slovacia întinsă pe o suprafață de 88,91 ha, integral pe uscat.

## Localizare
Centrul sitului Kaltenbruk este situat la coordonatele 48°29′13″N 17°10′51″E / 48.486839°N 17.180807°E.

## Înființare
Situl Kaltenbruk a fost declarat sit de importanță comunitară în septembrie 2015 pentru a proteja 9 specii de animale. Situl a fost protejat și ca arie specială de conservare în octombrie 2017.

## Biodiversitate
Situată în ecoregiunea panonică, aria protejată conține 4 habitate naturale: Lacuri și iazuri distrofice naturale, Mlaștini turboase de tranziție și turbării mișcătoare, Păduri acidofile de stejar bătrân cu Quercus robur pe câmpii nisipoase, Păduri panonice cu Quercus petraea și Carpinus betulus.
La baza desemnării sitului se află mai multe specii protejate:
- amfibieni (3): broasca de pământ (Pelobates fuscus), Rana arvalis, broasca-roșie-de-pădure (Rana dalmatina)
- nevertebrate (4): croitorul mare al stejarului (Cerambyx cerdo), Cucujus cinnaberinus, libelule (Leucorrhinia pectoralis), rădașcă (Lucanus cervus)
- reptile (2): șarpele de alun (Coronella austriaca), șarpe de casă (Natrix natrix)

Pe lângă speciile protejate, pe teritoriul sitului au mai fost identificate 1 specie de amfibieni.